# What Hurts the Most
«What Hurts the Most» — это песня, написанная американским и английским композиторами Джеффри Стилом и Стивом Робсоном соответственно. Первоначально для Марка Уиллса в 2003 году для его альбома «And the Crowd Goes Wild». На неё был сделан кавер группой Bellefire год спустя. Однако, первая версия выпущена в качестве сингла была произведена английской поп-певицей Джоанной О’Мира в 2005 году, с альбома «Relentless». В том же году кантри-группа «Rascal Flatts» сделала кавер песни и выпустила её в качестве первого сингла с альбома «Me and My Gang» 2006 года и получила две номинации на премию Грэмми и продала 2 млн копий. Немецкое трио Cascada имело международных успех в чартах со своей танцевальной версией песни в 2007 году.

## Версия Rascal Flatts
Версия песни, записанная американской кантри-группой Rascal Flatts получила на 49-й церемонии Грэмми (2007) две номинации в категориях  Best Country Performance by a Duo or Group with Vocals и Лучшая кантри-песня.
К 30 январю 2010 года было продано 2 млн загрузок и группа Rascal Flatts стал первой кантри-группой, продавшей два сингла тиражом более 2 млн копий. К 16 апрелю 2011 года было продано 2,28 млн копий в США.

### Позиции в чартах
| Чарт (2006–07)                                          | Высшая позиция |
| ------------------------------------------------------- | -------------- |
| Канада (Canadian Singles Chart)                         | 45             |
| Великобритания UK Singles (The Official Charts Company) | 103            |
| США (Billboard Hot 100)                                 | 6              |
| США (Billboard Pop Airplay)                             | 22             |
| США (Billboard Hot Country Songs)                       | 1              |
| США (Billboard Adult Pop Airplay)                       | 9              |
| США (Billboard Adult Contemporary)                      | 1              |

### Итоговый годовой чарт
| Чарт (2006)                   | Позиция |
| ----------------------------- | ------- |
| США Country Songs (Billboard) | 4       |

## Версия Cascada

### Позиции в чартах
Песня стартовала с 5-го номера в Шведском чарте синглов. Стартовала в UK Singles Chart под номером 16, и поднялась до 10-й строчки, в чарте США Billboard Hot 100 стала 52-й позиции и стал золотым синглом — 500,000 экземпляров.

### Список композиций
1. Yanou’s Candlelight Mix (Ballad) — 3:56
2. Radio edit — 3:41
3. Topmodelz Radio Edit — 3:47
4. Spencer & Hill Radio Edit — 3:30
5. Original Extended — 5:17
6. Extended Club Mix — 5:07
7. Spencer & Hill Club Remix — 7:00
8. «Last Christmas» (George Michael|G. Michael) — 3:53

### Позиции в чартах и сертификация
| Чарт (2007/2008)                 | Пик |
| -------------------------------- | --- |
| Australian ARIA Singles Chart    | 63  |
| Austrian Singles Chart           | 3   |
| Canadian Hot 100                 | 54  |
| Czech Airplay Chart              | 25  |
| Dutch Single Top 100             | 35  |
| Dutch Top 40                     | 23  |
| Eurochart Hot 100 Singles        | 8   |
| Finland Singles Top 20           | 18  |
| France Singles Chart             | 2   |
| German Singles Chart             | 9   |
| Global Dance Tracks              | 4   |
| Hungary Dance Top 40             | 40  |
| Irish Singles Chart              | 6   |
| Slovakia Singles Chart           | 85  |
| Swedish Singles Chart            | 5   |
| UK Singles Chart                 | 10  |
| U.S. Billboard Hot 100           | 52  |
| U.S. Billboard Pop 100           | 28  |
| U.S. Billboard Hot Dance Airplay | 1   |
| Latvia Chart                     | 3   |

| Страна | Продано копий | Сертификация |
| ------ | ------------- | ------------ |
| США    | 500,000+      | Золотой      |

### История релиза
| Страна         | Дата            | Формат                      | Лейбл                |
| -------------- | --------------- | --------------------------- | -------------------- |
| Швеция         | 21 ноября 2007  | CD single, digital download | Bonnier              |
| Великобритания | 4 декабря 2007  | Digital download            | All Around the World |
| Великобритания | 10 декабря 2007 | CD single                   | All Around the World |
| США            | 27 ноября 2007  | Digital download            | Robbins              |
| США            | 4 декабря 2007  | CD single                   | Robbins              |
| Германия       | 3 января 2008   | CD single, digital download | Zooland              |